# Nave espacial autorreplicante
La idea de una nave espacial autorreplicante ha sido aplicada, en teoría, a varias tareas muy distintas entre sí. La variante particular de este concepto aplicado a la idea de la exploración espacial es conocida como una sonda von Neumann. Otras variantes incluyen a los Berserker y a una nave sembradora automatizada.

## Teoría
En teoría, una nave espacial autorreplicante podría ser enviada a sistemas estelares vecinos, donde buscaría materiales en bruto (extraídos desde asteroides, lunas, gigantes gaseosos, etc.) para crear réplicas de sí misma. Luego, estas réplicas serían enviadas a otros sistemas estelares. La sonda madre original podría continuar su misión primaria dentro del sistema estelar. Esta misión podría variar dependiendo de la variante de nave estelar autorreplicante que se proponga.
Dado este patrón, y su similitud al patrón de reproducción de las bacterias, ha sido señalado que las máquinas de von Neumann podrían ser consideradas como una forma de vida. En su relato corto Lungfish (ver ejemplos en ficción más adelante), David Brin toca esta idea, señalando que las máquinas autorreplicantes lanzadas por diferentes especies podrían entrar en competencia con las de otra (en una forma darwinística) por los materiales en bruto, o incluso tener misiones que se confrontan. Dada una suficiente variedad de especies ellas incluso podrían formar un tipo de ecología, o — si ellas también tienen alguna forma de inteligencia artificial — una sociedad. Ellas podrían mutar a través de miles de generaciones.
Los primeros análisis ingenieriles cuantitativos de tal tipo de nave espacial fueron publicados en 1980 por Robert Freitas, en un estudio en el que el diseño no replicante del Proyecto Daedalus fue modificado para incluir todos los subsistemas necesarios para la autorreplicación. La estrategia del diseño era usar a la sonda para instalar una fábrica semilla con una masa aproximada de 443 toneladas en un sitio distante, para luego hacer que esta replicara muchas copias de sí misma, incrementando su capacidad total de producción durante un período de 500 años, para finalmente usar el complejo industrial automatizado resultante para construir más sondas con una única fábrica semilla a bordo.
Ha sido teorizado que una nave espacial autorreplicante utilizando métodos teóricos de viaje interestelar relativamente convencionales (es decir, excluyendo propulsión más rápida que la luz tales como «motores warp», y con velocidades limitadas a una velocidad de crucero promedio de 0.1c) podría dispersarse a través de una galaxia del tamaño de la Vía Láctea en tan poco tiempo como medio millón de años.

## Implicaciones para la paradoja de Fermi
En 1981, Frank Tipler propuso un argumento acerca de que la inteligencia extraterrestre no existe, basado en la ausencia de sondas von Neumann. Dada incluso una moderada tasa de replicación y la historia de la galaxia, tales sondas ya deberían ser comunes en el espacio y, así, nosotros ya deberíamos haberlas encontrado. Debido a que no las hemos encontrado, esto muestra que la inteligencia extraterrestre no existe. De esta forma esto es una resolución de la Paradoja de Fermi —esto es, la pregunta de por qué no hemos encontrado ya inteligencia extraterrestre si esta es un evento común en el universo.
Una respuesta fue propuesta por Carl Sagan y William Newman. La que ahora se conoce como la Respuesta de Sagan, puntualiza que el hecho de que Tipler subestimó la tasa de replicación, y que las sondas de von Neumann ya deberían haber comenzado a consumir la mayor parte de la masa de la galaxia. Por lo tanto en primer lugar cualquier raza inteligente no habría, razonan Sagan y Newman, diseñado sondas von Neumann, y tratarían de destruir cualquier sonda von Neumann encontrada tan pronto como fueran detectadas. Como Robert Freitas ha señalado, la capacidad asumida de las sondas von Neumann descritas por ambas partes del debate son poco probables en la realidad, y sistemas de reproducción más modestos tienen pocas posibilidades de que sus efectos puedan ser observados en nuestro sistema solar y en el resto de la galaxia. 
Otra objeción a la prevalencia de las sondas von Neumann es que las civilizaciones del tipo que potencialmente podrían crear tales dispositivos pueden tener una longitud de vida inherentemente corta, y se autodestruirían antes de que una etapa avanzada pudiera ser alcanzada, a través de eventos tales como guerras biológicas o guerras nucleares, nanoterrorismo, agotamiento de recursos, catástrofes ecológicas, pandemias causadas por la resistencia a los antibióticos, etcétera.
Una solución simple para evitar el escenario de sobre-replicación podría ser usando transmisiones de radio u otro medio de comunicación inalámbrico, para que las sondas no se replicaran más allá de cierta densidad (como por ejemplo, cinco sondas por pársec cúbico) u otro límite arbitrario (tal como 10 millones en un siglo). Un problema de esta defensa contra la replicación no controlada es que solo bastaría que una sonda no funcionara correctamente o sufriera un desperfecto e iniciara una reproducción descontrolada para que todo el enfoque fallara —esencialmente un cáncer tecnológico—, a menos que cada sonda tuviese la habilidad de detectar un mal funcionamiento semejante en sus vecinas e implementase un protocolo de búsqueda y destrucción.

## Aplicaciones para naves espaciales autorreplicantes
Los detalles de las misiones asignadas a naves espaciales autorreplicantes pueden variar ampliamente entre cada propuesta, y el único factor común es la naturaleza autorreplicante de estas.

### Sondas Von Neumann
Una sonda Von Neumann es una nave espacial autorreplicante diseñada para investigar su sistema objetivo y transmitir la información recolectada a su sistema de origen. El concepto es nombrado por el matemático y físico estadounidense de origen húngaro John von Neumann, quien estudió rigurosamente el concepto de máquinas autorreplicantes, a las que él llamaba Universal Assemblers (en castellano: "Ensambladores Universales", que también a menudo son referidas como máquinas de von Neumann). Mientras que von Neumann nunca aplicó su trabajo a naves espaciales, otros teóricos sí lo han hecho.
Si una sonda autorreplicante encuentra evidencia de vida primitiva (o una cultura primitiva de bajo nivel) puede ser programada para ocultarse, observar silenciosamente, intentar hacer contacto (esta variante se conoce como una sonda Bracewell), o incluso interferir con o guiar en algún grado la evolución de la vida.
El físico Paul Davies de la Universidad Estatal de Arizona incluso ha sugerido la posibilidad de una sonda oculta en nuestra propia Luna, habiendo llegado en algún momento de la prehistoria de la Tierra y permaneciendo para monitorizar nuestro planeta (ver sonda Bracewell).
Una variación de la idea de la sonda von Neumann es una denominada Astrochicken (en castellano: Gallina Estelar), propuesta por Freeman Dyson. Mientras comparten las características de autorreplicación, exploración y comunicación con su hogar base, Dyson concibió el Astrochicken para explorar y operar dentro de nuestro sistema planetario y no el espacio interestelar.
El filósofo de Oxford Nick Bostrom discute la idea acerca de que una poderosa futura superinteligencia creará sondas von Neumann interestelares y para viajes espaciales eficientes y costo-efectivas.

### Vida sintética autónoma
Similar a una sonda von Neumann, los únicos seres inteligentes capaces de viajar a través de las enormes distancias del espacio son formas de vida sintéticas y autorreplicante. Estas formas de vida no son sondas individuales, sino que son grupos de formas de vida que reúnen para lograr sus metas en el espacio.

### Berserkers
Una variante de la nave espacial autorreplicante es el Berserker. A diferencia del concepto de sonda benigna, los Berserker están programados para buscar y exterminar formas de vida y exoplanetas capaces de sustentar la vida conforme son detectados.
El nombre se deriva de una serie de novelas escritas por Fred Saberhagen que se ambientan en una guerra entre la humanidad y máquinas de este tipo. Saberhagen explica, a través de uno de sus personajes, que las naves de guerra Berserker en sus novelas no son máquinas von Neumann propiamente dichas, pero que el complejo mayor de las máquinas Berserker, incluyendo los astilleros automatizados, constituyen una máquina von Neumann. Esto presenta el concepto de una ecología de máquinas von Neumann, o incluso de una entidad tipo colmena von Neumann.
Se especula que los Berserker pudieron ser creados y lanzados por una civilización xenofóbica (ver Anvil of Stars, en castellano titulado El yunque de las estrellas, de Greg Bear) o teóricamente podrían haber mutado desde una sonda de propósito más benigno. Por ejemplo, una nave von Neumann diseñada para procesos de terraformación — minar la superficie de un planeta y ajustar su atmósfera a unas condiciones más propicias para la vida humana — podría echarse a perder y atacar planetas habitados, matando a sus habitantes en el proceso de cambiar el ambiente del planeta, y autorreplicándose y despachando más naves para atacar a otros planetas.
Berserkers relativos, no es necesario que una nave von Neumann degenere para convertirse en berserker, cualquier nave von Neumann diseñada para procesos de terraformación podría ser considerada berserker por parte de la civilización del planeta al que llegara si las condiciones que esta necesitara para vivir difirieran de las de la civilización de origen de la nave.

### Navessembradorasreplicantes
Otra variante de la idea de naves estelares autorreplicantes es la de una nave sembradora. Tales naves podrían almacenar los patrones genéticos de formas de vida de su mundo natal, quizás incluso de la especie que la creó. Al encontrar un exoplaneta habitable, o incluso uno que pudiera ser terraformado, trataría de replicar tales formas de vida — ya sea de embriones almacenados (ver: colonización espacial usando embriones) o a partir de información almacenada usando nanotecnología molecular para construir cigotos con información genética diferente a partir de materiales en bruto locales.
Tales naves podrían ser vehículos terraformadores, preparando mundos colonizables para ser poblados más tarde por otras naves, o podrían ser programadas para recrear, criar y educar a individuos de la especie que los creó, autorreplicando a los colonizadores propiamente tales.
Como una nota final, este patrón de terraformación y colonización no necesita ser automatizado. Naves coloniales interestelares tripuladas podrían seguir un patrón similar, pudiendo, así, en ser consideradas una clase de naves von Neumann/semillas combinadas, en que la replicación puede ser llevada a cabo por seres vivos.
Algunos proponentes de hábitat espaciales sugieren que los planetas serían completamente innecesarios para una civilización que use este concepto. Llevado a su extremo, este podría combinar naves hábitat autorreplicantes, con tecnologías tales como realidad virtual, cerebros en cubetas y regeneración de tejidos para transformar en forma eficiente los recursos cósmicos en sujetos significantes vivos libres de sufrimiento.

## Ejemplos en trabajos de ficción

### Sondas Von Neumann
- Los monolitos en el libro de Arthur C. Clarke y la película de Stanley Kubrick 2001: Una Odisea Espacial son sondas autorreplicantes, aunque los artefactos en El centinela, el relato corto original de Clarke sobre el cual en el 2001 se basó, no lo son. La película iba a comenzar con un grupo de científicos explicando cómo las sondas de ese tipo podrían ser el método más eficiente para explorar el espacio exterior. Kubrick eliminó esta escena de la película en el último minuto, haciendo que estos monolitos se convirtieran en entidades casi místicas, tanto en la película como en la novela de Clarke.

- E El Tercer Milenio: una historia del mundo 2000-3000 D.C. de Brian Stableford y David Langford (publicado por Alfred A. Knopf, Inc. 1985) la humanidad envía sondas Von Neumann de ciclo limitado a las estrellas más cercanas para llevar a cabo exploraciones abiertas y para anunciar la existencia de la humanidad a quien pudiera encontrarlas.

- En La guerra de Von Neumann de John Ringo y Travis S. Taylor (publicada por Baen Books 2007) sondas Von Neumann llegan al sistema solar, moviéndose desde los planetas exteriores, convirtiendo todos los metales en estructuras gigantes. Finalmente, llegan a la Tierra, destruyendo a gran parte de la población antes de que sean derrotadas por la humanidad usando a las propias sondas contra ellas mismas.

- En Giro de Robert Charles Wilson, la Tierra es cubierta por un campo temporal. La humanidad trata de comprender y escapar a este campo usando sondas Von Neumann. Posteriormente se revela que el campo fue generado por sondas Von Neumann de otra civilización, y que una competencia por recursos ocurrió entre las sondas terrestres y extraterrestres.

- Larry Niven se refiere frecuentemente a sondas Von Neumann en muchos de sus trabajos. En su libro de 1997 Destiny's Road, las máquinas Von Neumann son dispersadas a través del mundo colonial Destiny (en castellano: Destino) y su luna Quicksilver (en castellano: Mercurio) con el propósito de construir y mantener el nivel tecnológico y compensar la carencia de conocimiento técnico de los humanos residentes; principalmente las máquinas de Von Neumann construyen una tela elástica capaz de actuar como un colector solar que sirve como la fuente de energía principal de los humanos. Las máquinas de Von Neumann también realizan mantenimiento ecológico y otros trabajos de exploración.

- Véase también Alexander Kluge, The Devil's Blind Spot (en castellano: El punto ciego del Diablo) (New Directions; 2004).

- En la novela Frío como el Hielo de Charles Sheffield, hay un segmento donde el autor/físico describe a sondas Von Neumann recolectando azufre, nitrógeno, fósforo, helio-4 y diversos metales desde la atmósfera de Júpiter.

### Berserkers
- En la colección de relatos cortos de ciencia ficción Berserker de Fred Saberhagen, una serie de relatos cortos incluyen los hechos acerca de batallas combatidas contra máquinas Berserker extremadamente destructivas. Este y libros subsecuentes ambientados en el mismo universo ficticio son los orígenes del término Sonda Berserker.
  - El autor de ciencia ficción Larry Niven tomó prestada esta noción en su relato corto Una lágrima cae.
  - En Battle Angel Alita de Yukito Kishiro, la heroína Gally hereda un cuerpo Berserker, encontrado en una nave espacial estrellada largo tiempo atrás. La historia de este cuerpo está claramente inspirada en los libros de Saberhagen.
- En el juego de computador Star Control II, las sondas Slylandro son sondas autorreplicantes fuera de control que atacan naves espaciales de otras razas. Originalmente no estaban diseñadas para ser sondas del tipo Berserker, estas debían buscar vida inteligente para contacto pacífico, pero debido a un error de programación, estas cambian de inmediato al modo extracción de recursos e intentan desmantelar la nave atacada por sus materias primas. Mientras que la trama asume que las sondas se reproducen a una tasa geométrica, el juego en sí mismo controla la frecuencia con uno se encuentra con estas sondas. Es posible enfrentar esta amenaza en una aventura unilateral, pero no es necesaria para completar el juego, ya que las sondas aparecen de a una a la vez, y la nave del jugador eventualmente será lo suficientemente rápida y poderosa para huir de ellas o destruirlas por sus materias primas.
- En la novela Excession de Iain Banks, las hordas hegemonizadoras son descritas como una forma del Problema del Contexto Exterior. Un ejemplo de un Aggressive Hegemonising Swarm Object (en castellano: Objeto de Horda Hegemonizador Agresivo) es una sonda autorreplicante fuera de control con la meta de convertir toda la materia en copias de sí misma. Después de causar gran daño, ellas son transformadas, usando técnicas que no se explican, por el Zetetic Elench y se convierten en Evangelical Hegemonising Swarm Objects (en castellano: Objetos de Horda Hegemonizadores Evangelizadores).
- Los Inhibidores de la serie Revelation Space del autor Alastair Reynolds son máquinas autorreplicantes cuyo propósito es inhibir el desarrollo de las culturas inteligentes capaces de viajar en el espacio. Ellas se desactivan por períodos de tiempo extremadamente largos hasta que detectan la presencia de una cultura capaz de viajar en el espacio y proceden a exterminarla incluso al punto de esterilizar planetas completos. Ellas son muy difíciles de destruir ya que parecen haber enfrentado cualquier tipo de arma inventada y solo necesitan un tiempo muy corto para 'recordar' las contramedidas necesarias.
- También de los libros de Alastair Reynolds, las máquinas terraformadoras "Greenfly" son otra forma de máquinas Berserker. Por razones desconocidas, pero probablemente por un error en su programación, ellas destruyen planetas y los pueblan con trillones de domos rellenos de vegetación — después de todo, su propósito es producir ambientes habitables para los humanos, sin embargo al hacer esto inadvertidamente diezman a la raza humana. Hacia el año 10.000 DC, ellas han barrido con mayor parte de la galaxia.
- Los Reapers en la serie de videojuegos Mass Effect son también sondas autorreplicantes desviadas y que intentan destruir cualquier civilización avanzada con la que se encuentran. Ellas permanecen dormidas en los vastos espacios entre las galaxias y siguen un ciclo de exterminación. Se puede ver en Mass Effect 2 que son capaces de asimilar cualquier especie avanzada.
- Los robots Mantrid de la serie de televisión de ciencia ficción Lexx era un tipo extremadamente agresivo de máquinas Berserker autorreplicantes, que eventualmente convierten la mayoría de la materia del universo en copias de sí mismas en el curso de su misión de exterminar a la humanidad.
- La novela La fragua de Dios de Greg Bear trata directamente el concepto de sondas von Neumann Berserker y sus consecuencias. La idea es explorada en mayor profundidad en la secuela de esta novela titulada Anvil of Stars, la que explora la reacción de otras civilizaciones a la creación y distribución de Berserker.
- En la serie Saga del Centro Galáctico de Gregory Benford, una raza de máquinas Berserker antagonista es encontrada por la Tierra, primero como una sonda en En el océano de la noche, y luego en un ataque en A través del mar de soles. Las máquinas Berserker no quieren erradicar completamente una raza sino que buscan lanzarla a un estado primitivo de baja tecnología como ellas hicieron con los EM encontrados en A través del mar de soles. Las máquinas alienígenas Watchers no podrían ser consideradas máquinas von Neumann propiamente tales, pero la raza de máquinas en forma colectiva podría serlo.
- En Stargate SG-1 los Replicadores era una viciosa raza de robots parecidos a los insectos que fueron creados originalmente por un androide llamado Reese con el propósito de servir como juguetes. Ellas crecieron más allá de su control y comenzaron a evolucionar, esparciéndose eventualmente a través de por lo menos dos galaxias. En adición a una evolución autónoma ordinaria ellas son capaces de analizar e incorporar nuevas tecnologías que encuentran en su camino, convirtiéndolas finalmente en una de las razas más avanzadas conocidas. En los capítulos más recientes de la serie Stargate Atlantis se puede encontrar evidencia de que los Ancianos son los creadores originales de los Replicadores y que Reese puede haber sido capaz de activarlos y controlarlos.
- En el episodio Dark Heart de Justice League Unlimited, un arma alienígena basada en esta misma idea llega a la Tierra.
- En el videojuego Homeworld: Cataclysm, un virus biomecánico llamado Beast tiene la habilidad de alterar material orgánico y mecánico para usarlos para cubrir sus necesidades, y las naves infectadas se convierten en concentradores autorreplicantes para el virus.
- En el MMOG de ciencia ficción EVE Online, los experimentos para crear más robots autónomos que los usados por las naves de los jugadores accidentalmente crea los llamados robots rebeldes que forman nidos en ciertas partes del espacio y son usados extensivamente en misiones como oponentes de mayor grado de dificultad.
- En el juego de computador Sword of the Stars, el jugador puede encontrar aleatoriamente "Von Neumann". Una nave madre Von Neumann aparece junto con sondas Von Neumann más pequeñas, las que atacan y consumen a las naves del jugador. Las sondas luego regresan a la nave madre con el material consumido. Si las sondas son destruidas, la nave madre creará a otras nuevas. Si todas las naves del jugador son destruidas, las sondas Von Neumann reducirán los recursos de los planetas antes de alejarse. Las sondas aparecen como octaedros azules, con pequeñas esferas adosadas en los puntos apicales. La nave madre es una versión más grande de las sondas. En la expansión del año 2008 A Murder of Crows, Kerberos Productions también introdujo el Berserker VN, que puede ser una actualización o una construcción de las sondas/naves madres von Neumann mencionadas anteriormente. El Berserker VN, después de desgastar cualquier defensa planetaria, destruirá a todos los colonos de cualquier planeta que ataque.
- En la Serie de Juegos de Computadora X, los Xenones son una raza maliciosa de máquinas con inteligencia artificial que descienden de naves terraformadoras enviadas por los humanos para preparar mundos para su eventual colonización. Ellos son los antagonistas constantes en el Universo X.
- En el cómic Transmetropolitan un personaje menciona infecciones rectales Von Neumann que son causadas aparentemente por "Shit-ticks that build more shit-ticks that build more shit-ticks".
- En el juego de computador FreeSpace 2 existe una raza llamada los Shivans que parecen tener un comportamiento que se ajustan más a una raza de sondas Berserker. Si ellos son o no Berserker se desconoce así como sus motivaciones internas tampoco lo son, estas son extrapoladas de su comportamiento tal como lo ven sus oponentes.
- En el anime Vandread, naves recolectoras atacan a las naves de facciones dominadas por hombres o mujeres y recolectan cascos, reactores y componentes computacionales para construir más naves como ellas. Con este propósito las naves recolectoras son construidas alrededor de fábricas móviles. Los humanos nacidos en la Tierra también ven a los habitantes de las colonias poco más que como repuestos.
- En Earth 2160, los alienígenas Morphidian se apoyan en strain aliens Mantian para la colonización. La mayor parte de los alienígenas derivados de los Mantian pueden absorber agua y luego reproducirse como una colonia de células. De esta manera, incluso una Dama Mantian (o Princesa o Reina) puede crear suficientes clones como cubrir el mapa. Una vez que alcanzan una cantidad significante, ellos escogen una ruta evolucionaria y atacan en enjambre al enemigo, quitándole sus recursos.
- En la serie de cómic europeo Storm número 20 y 21 también usan este tema. Una clase de Berserker von Neumann es puesto en curso de colisión con el sistema Pandarve.
- En el juego de rol de computadora Space Rangers y su secuela Space Rangers 2: Dominators, una liga de cinco naciones combate contra diferentes tipos de robot Berserker. Uno que se enfoca en invadir planetas, otro que combate en espacio normal y un tercero que vive en el hiperespacio.
- En la serie de videojuegos Star Wolves, los Berserker son una especie compuesta de máquinas autorreplicantes que amenaza al universo conocido con la destrucción y/o asimilación de la humanidad.

### Navessembradorasreplicantes
- En la colección de relatos cortos de David Brin, The River of Time (1986), el relato corto "Lungfish" presenta prominentemente sondas von Neumann.[8] No sólo explora el concepto de las sondas por sí mismo, sino que indirectamente explora la idea de competición entre diferentes diseños de sondas, la evolución de sondas von Neumann para encarar esta competencia, y el desarrollo de un tipo de ecología entre las sondas von Neumann. Una de estas naves mencionadas es claramente un tipo de Sembrador.
- La trilogía de álbumes que concluyen la serie de libros de cómic Storm de Don Lawrence (comenzando con las Crónicas de Pandarve 11: La máquina Von Neumann) está basada en máquinas conscientes autorreplicantes que contienen la suma de todo el conocimiento humano empleado para reconstruir la sociedad humana a través del universo en caso de un desastre en la Tierra. La sonda funciona mal y aunque nuevas sondas son construidas, ellas no se separan de la sonda madre lo que eventualmente resulta en una agrupación de sondas tan grande que puede absorber lunas completamente.
- En Cánticos de la lejana Tierra de Arthur C. Clarke, la humanidad en una futura Tierra encarando la inminente destrucción crea naves semillas automáticas que actúan como naves salvavidas del tipo dispara y olvida apuntadas a mundos habitables distantes. Al aterrizar, las naves comienzan a crear nuevos humanos a partir de información genética almacenada, que computadores a bordo crían y entrenan durante las primeras generaciones de nuevos habitantes. Las masivas naves son desarmadas y usadas como materiales de construcción por sus hijos.
- La novela Manifold: Space de Stephen Baxter comienza con el descubrimiento de unas máquinas autorreplicantes alienígenas activas dentro del sistema solar.
- Code of the Lifemaker (en castellano: El código del creador de la vida) de James P. Hogan describe la evolución de una sociedad de robots humanoides que habitan la luna Titán de Saturno. Las máquinas inteligentes son descendientes de una nave factoría no tripulada autorreplicante, que sufrió daño por radiación y se salió de curso, aterrizando eventualmente en Titán alrededor de 1.000.000 A.C..
- En el episodio Scorched Earth de Stargate SG-1, una especie de humanoides recientemente relocalizados enfrenta la extinción producto de una nave sembradora terraformadora automática.
- En el episodio Remnants de Stargate Atlantis, el equipo Atlantis encuentra una antigua sonda que, posteriormente se enteran, fue lanzada por una raza tecnológicamente avanzada, ahora extinguida, con el propósito de sembrar nuevos mundos y volver a propagar su especie.
- En el universo Stargate humanos viven aventuras a bordo de una nave llamada Destiny. Su misión era conectar una red de Puertas Estelares, colocadas por naves sembradoras precedentes, en planetas capaces de apoyar la vida para permitir en viaje instantáneo entre ellos.
- En el universo de Warhammer 40000, existe una raza conocida como los 'The Tyranids'. Estos son una raza alienígena, con todo su genoma y conocimiento racial almacenado al interior de algo llamado  "Mente Colmena". Un organismo gigante flotando a través del espacio. Cuando los Tyranids encuentran un nuevo planeta, ellos lanzan una infestación, con la meta final de extraer todos los minerales y otros recursos del planeta, para permitir el crecimiento y fortalecimiento de la "Mente Colmena", y así a la raza como un todo.
- En la novela Los Viajes de Tuf ( Tuf Voyaying ) de JRR Martin, Tuf el personaje principal, termina haciéndose poseedor de una antiquísima nave sembradora, la última de su clase y con ella viaja a distintos mundos utilizando su material genético acumulado para resolver los problemas ecológicos de los mismos.

## Nota
- Esta obra contiene una traducción  derivada de «Self-replicating spacecraft» de Wikipedia en inglés, concretamente de esta versión, publicada por sus editores bajo la Licencia de documentación libre de GNU y la Licencia Creative Commons Atribución-CompartirIgual 4.0 Internacional.

- Datos: Q898178